# Rha (Gueldre)
Pour les articles homonymes, voir Rha.
Rha est un hameau situé dans la commune néerlandaise de Bronckhorst, dans la province de Gueldre.